# 劳动对象
劳动对象是马克思主义政治经济学中的概念，是指劳动本身所作用的客体，比如耕作的土地，纺织的棉花等。
劳动对象包括两大类。一是自然界的物质，即未经人类加工过的自然物。一是人类劳动加工过的，用做原材料的产品。
劳动对象是马克思主义理论中生产力三要素之一，另两个要素是劳动者和劳动资料。而劳动对象和劳动资料构成生产资料。